# 利普雷希特罗德
利普雷希特罗德是德国图林根州的一个市镇。总面积9.73平方公里，总人口584人，其中男性296人，女性288人（2011年12月31日），人口密度60人/平方公里。